# ガボン・フランス軍

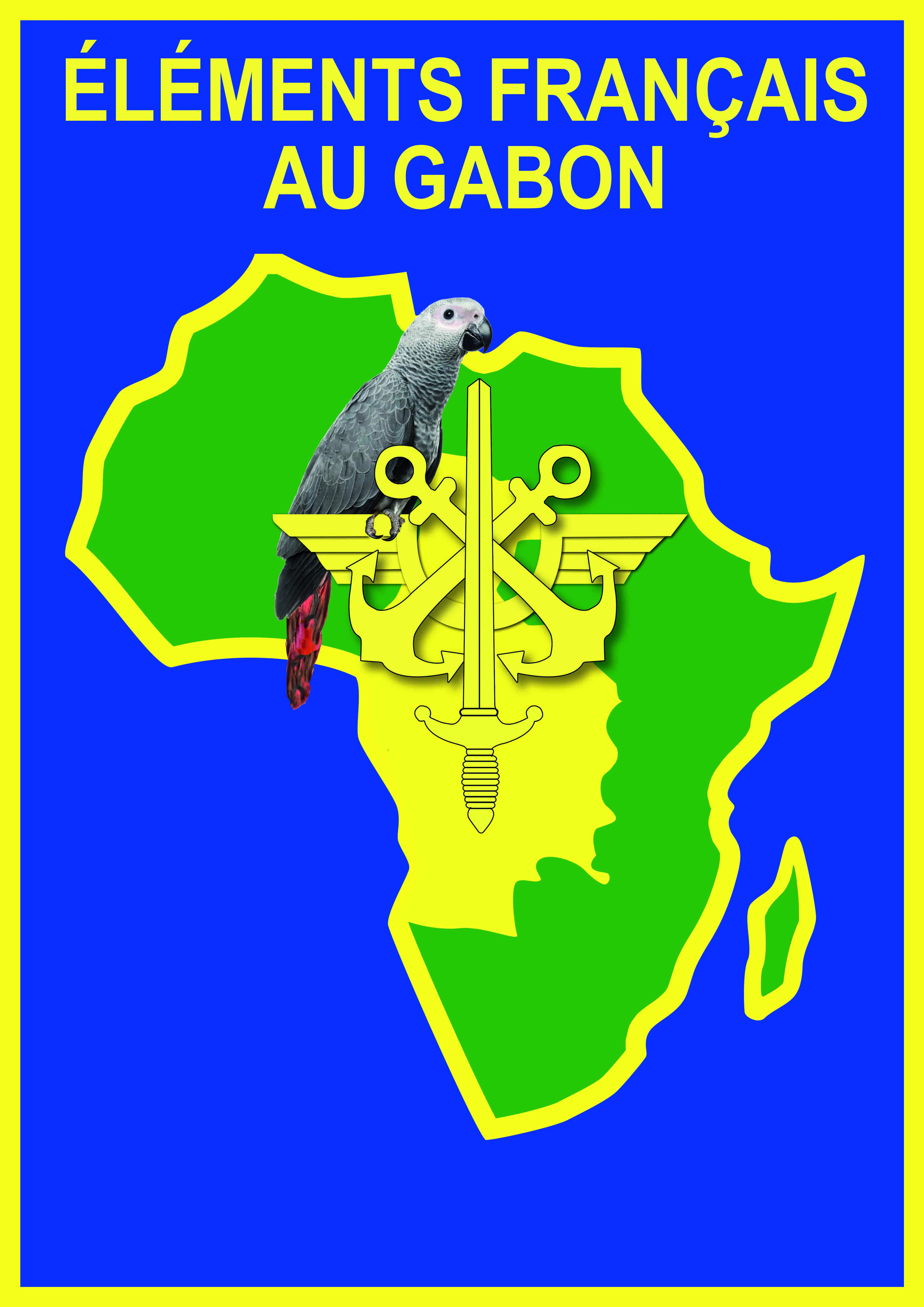
ガボン・フランス軍のバッジに記されている図案

ガボン・フランス軍（フランス語：Forces armées au Gabon、略称：FAA）は、1960年8月に独立したガボン共和国との間で交わされた防衛協定に基づきフランス共和国が現地に駐留させているフランス軍。本駐留軍はガボンの独立以来ガボン・フランス部隊（troupes françaises au Gabon：TFG）と呼称して同国の防衛警備にあたっていたが2007年9月1日にガボン・フランス軍に改編されている。統合司令部はリーブルヴィル内にある。

## 編成
ガボン駐留フランス軍は海外フランス軍司令官（COMFOR）の責任下に置かれ、司令官はフランス統合参謀総長の直轄下にある。三軍将兵は約1,000人から成っており、フランス軍のアフリカ大陸における事前配置戦力の一角を形成し西アフリカや中部アフリカにおける各種作戦の支援拠点となっている。
海外フランス軍司令官は常設および臨時統合部隊を指揮下において訓練を施し介入能力を維持し、時には中部アフリカ諸国経済共同体加盟10カ国域内にて影響力を行使する。また、司令官はボアリ作戦に参加している中央アフリカ多国籍部隊（FOMAC）分遣隊を指揮統制下に置き平和維持任務の後方支援を実施している。
- 陸軍部隊
  - 第6海兵歩兵大隊　在リーブルヴィル
- 空軍部隊
  - トランスポルト・アリアンツ C-160戦術輸送機
  - ユーロコプター フェネック汎用ヘリコプター
  - SA 330プーマ汎用ヘリコプター

## 任務
周辺地域における事前配備戦力を維持し、中部アフリカ諸国経済共同体諸国に対する軍事協力の為に運用指導分遣隊（DIO）や技術指導分遣隊（DIT）の派遣、この地域におけるフランス国益のための影響力の維持および初動用の空中機動能力と水陸両用能力の維持、中央アフリカ共和国のバンギに拠点を置く常設分遣隊によるボアリ作戦（Boali）への関与、この地域における平和維持活動への参加や支援がある。
近年は欧州連合による中央アフリカ共和国での平和維持活動（MICOPAX）任務に参加し人権保護や政治対話への支援を続けている。